# Armand Samsó i Gaixet
Armand Samsó i Gaixet (Salses, Rosselló, 17 d'agost del 1920 - Salses, Rosselló, 10 de març del 2012) fou un periodista i activista cultural nord-català.
En els seus orígens treballà al diari L'Indépendant com a periodista. Durant la Segona Guerra Mundial, amb l'ocupació nazi de França, fou forçat a treballar a una fàbrica de producció aeronàutica Messerschmitt, en la qual fou detingut per sabotatge. En conseqüència, se'l deportà al camp de concentració de Dachau pels nazis i pel Govern de la França de Vichy. El 1981 fou un dels fundadors de la Unió per una Regió Catalana (URC) i president de l'Associació Porta dels Països Catalans que, durant més de 20 anys, treballà per a la construcció a Salses, al costat de l'autopista, d'una porta que simbolitzés l'entrada als Països Catalans.
L'any 2003, gràcies a les subscripcions populars i a l'ajut de les institucions catalanes, i a pesar dels entrebancs burocràtics i polítics, s'inaugurà la Porta dels Països Catalans, una monumental escultura d'Emili Armengol. El 2006 rebé el Premi d'Actuació Cívica atorgat per la Fundació Lluís Carulla i el 17 d'octubre del 2010 li fou atorgat el Guardó Memorial Coll de Manrella: «En reconeixement dels esforços dedicats durant tota la vida a la defensa apassionada de la unitat del territori català. De Salses a Guardamar i de Fraga a Maó». Morí el 10 de març de 2012 a la seva ciutat natal, als 91 anys.